# Tibeti művek és archívumok könyvtára
A Tibeti művek és archívumok könyvtára (angolul: Library of Tibetan Works and Archives - LTWA) egy tibeti könyvtár az indiai Dharamszala városában. Az intézményt Tendzin Gyaco, a 14. dalai láma alapította 1970. június 11-én. Ezt a könyvtárat tartják a világ legjelentősebb tibeti műveket tartalmazó könyvtárának és intézményének.
A könyvtár olyan forrásműveket tartalmaz, amelyeket Tibetből menekítettek át Indiába az 1959-es szökés idején. Ezek között szerepelnek tibeti buddhista kéziratok és a tibeti történelemre, politikára, kultúrára és művészetre vonatkozó archívumok. 80 000 kézirat, könyv és dokumentum, több mint 600 thangka (festmény), szobor és egyéb buddhista műtárgyak, 6000 fénykép és egyéb anyagok. Az intézmény jelenlegi vezetője Lhakdor gese. helyettese pedig Szönam Rincsen.
A könyvtár legfontosabb feladata, hogy a legmagasabb szintű, átfogó kulturális forrásként szolgáljon és olyan környezetet biztosítson, amely támogatja a kutatásokat és a tudásmegosztást.
A könyvtár harmadik szintjén található egy 1974-ben megnyitott múzeum, amelyben nevezetes műtárgyak találhatók, mint például egy háromdimenziós fába vésett mandala, amely Csenrezig bodhiszattvát ábrázolja, illetve egyéb 12. századi tárgyak.

## Galéria

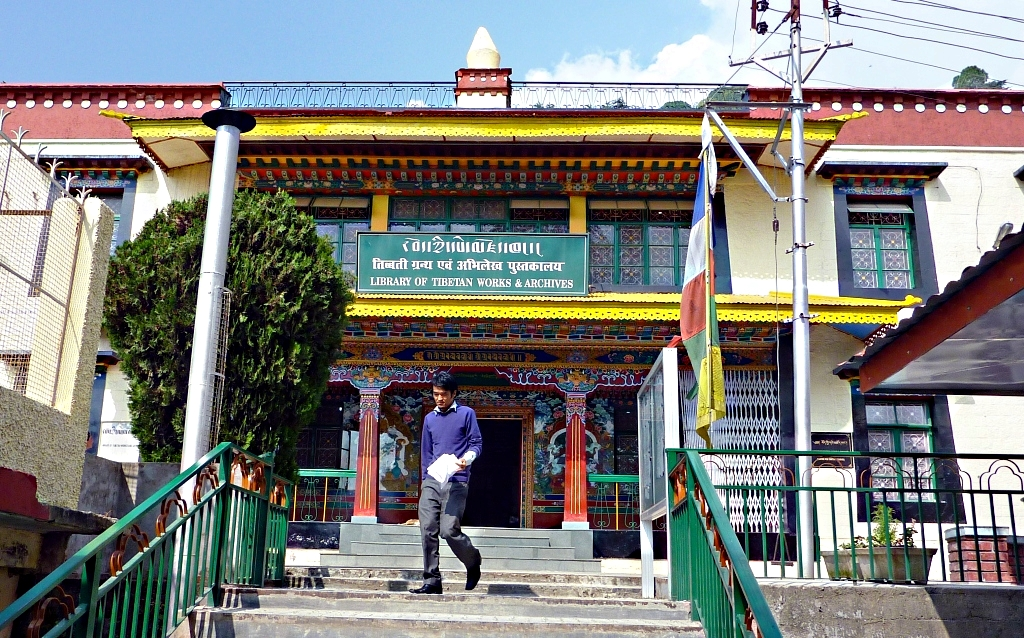
Tibeti művek és archívumok könyvtára 2010-ben